# Geraldo Majella Agnelo
Geraldo Majella Agnelo (Juiz de Fora, 19 d'octubre de 1933 - Londrina, 26 d'agost de 2023) fou un cardenal brasiler i arquebisbe emèrit de San Salvador de Bahia

## Biografia
Nascut a Juiz de Fora, és el tercer dels vuit fills d'Antônio Agnelo i la seva muller, Silvia Spagnolo Agnelo. Realitzà els estudis fonamentals a Juiz de Fora, Minas Gerais (1942-1947), i els estudis mitjans a Pirapora do Bom Jesus, São Paulo (1948-1950). Es graduà en filosofia i teologia al Seminari Central d'Ipiranga, São Paulo, 1951-1957).
Revé l'ordenació presbiteral el 29 de juny de 1957 de mans de Antônio Maria Alves de Siqueira a la catedral de São Paulo. Va ser nomenat assistent de la Joventut Estudiantil Catòlica Femenina (1958-1959).
Va fer de professor al Seminari Cura d'Ars (1958-1959), al Seminari Filosòfic d'Aparecida, São Paulo (1960-1963), i al Seminari Teològic de São Paulo (1964-1967). Va ser nomenat canonge del capítol de la catedral de São Paulo (1964-1978) per l'arquebisbe cardenal Carlos Carmelo de Vasconcelos Motta, i va ser cerimonier de la catedral. Entre el 1967 i el 1970 aconseguí un doctorat en teologia, especialitzant-se en litúrgia al Pontifici Ateneu de Sant Anselm de Roma. En tornar al Brasil, va fer de coordinar de Pastoral Diocesana (1970-1974), passant a ser director de la Facultat de Teologia Nossa Senhora da Assunção (1975-1978).
El 5 de maig de 1978 el Papa Pau VI el nomenà bisbe de Toledo a l'estat del Paraná. Rebé la consagració episcopal de mans del cardenal Paulo Evaristo Arns O.F.M., el 6 d'agost de 1978, el mateix dia que morí el Papa Pau VI. Com a coconsagradors van servir Benedito de Ulhôa Vieira i Angélico Sândalo Bernardino. Va prendre possessió de la diòcesi de Toledo el 10 de setembre de 1978.
El Papa Joan Pau II el promogué a arquebisbe de Londrina, també al Paraná, el 4 d'octubre de 1982; el 16 de setembre de 1991 el nomenà Secretari de la Congregació pel Culte Diví i la Disciplina dels Sagraments.
Tornà al Brasil com a arquebisbe de San Salvador de Bahia, i en tant que arquebisbe de Salvador de Bahia és Primat del Brasil.
El 3 de juny de 1994 va ser nomenat membre de la Comissió Pontifícia per a l'Amèrica Llatina. El 17 de març de 1995 va ser designat membre del Comitè Central del Gran Jubileu de l'Any 2000 i President de la Comissió de Litúrgia del mateix comitè. El 30 d'octubre de 1997 va ser nomenat membre del Comitè Pontifici per als Congressos Eucarístics internacionals. Entre 1983 i 1987 va presidir la Comissió Litúrgica de la Conferència Nacional de Bisbes del Brasil i Vicepresident Segon del Consell Episcopal Llatinoamericà.
Va ser elevat al Col·legi Cardenalici al consistori del 21 de febrer de 2001, rebent el títol de cardenal prevere de San Gregorio Magno alla Magliana Nuova. Al 2005 participà en el conclave que escollí el Papa Benet XVI.
A més, ha estat president de la Conferència Nacional de Bisbes del Brasil fins a l'inici de 2007, quan va ser rellevat a Geraldo Lyrio Rocha, arquebisbe de Mariana. A la Cúria Pontifícia és membre del Consell Pontifici per a la Cura Pastoral dels Migrants i els Itinerants i de la Comissió Pontifícia pels Bens Culturals de l'Església.
En el moment de succeir el Papa Joan Pau II era considerat com un dels papabili.
El 12 de gener de 2011 el Papa Benet XVI acceptà la seva dimissió en assolir el límit d'edat. Va ser succeït per l'arquebisbe Murilo Sebastião Ramos Krieger.
Al febrer de 2013 participà en el conclave que escollí el Papa Francesc. El 19 d'octubre de 2013 complí els 80 anys, perdent el dret a participar en qualsevol conclave futur.